# Eparquía de El Cairo de los sirios
La eparquía de El Cairo de los sirios (en latín: Eparchia Cahirensis Syrorum) es una circunscripción eclesiástica de la Iglesia católica en Egipto. Se trata de una eparquía siria, inmediatamente sujeta al patriarcado de Antioquía de los sirios. Desde el 12 de mayo de 2022 su eparca es Elie Joseph Warde.

## Territorio y organización
La eparquía tiene 3 502 416 km² y extiende su jurisdicción sobre los fieles católicos de rito antioqueno sirio residentes en Egipto. 
La sede de la eparquía se encuentra en el distrito de Daher en la ciudad de El Cairo, en donde se halla la Catedral del Rosario.
En 2021 en la eparquía existían 3 parroquias: Sagrado Corazón, en Alejandría; Santa Catalina, en Heliópolis (suburbio de El Cairo); y la Catedral del Rosario, en El Cairo.

## Historia
La presencia de católicos sirios, en su mayoría compuestos por inmigrantes de Siria y Mesopotamia, está atestiguada en Egipto desde la fundación de la Iglesia católica siria en las últimas décadas del siglo XVII. A principios del siglo XIX, la comunidad fue atendida por un gran grupo de sacerdotes siro-católicos, incluido el futuro patriarca Ignatius George V Chelhot.
Entre 1850 y 1851 se construyó una primera iglesia siro-católica dedicada a san Elías en el distrito Mousky de El Cairo, mientras que en 1904 se añadió otra iglesia, la actual catedral, en el distrito Daher.
En 1895 el Santo Sínodo de la Iglesia Católica Siria erigió dos vicariatos patriarcales en Egipto con sede en El Cairo y Alejandría. El 3 de diciembre de 1965, los dos vicariatos patriarcales se unieron para formar una nueva eparquía con jurisdicción sobre todos los fieles sirio-católicos residentes en Egipto.
El eparca es también protosincelo del patriarcado de Antioquía de los sirios para el territorio de Sudán y Sudán del Sur dependiente del patriarcado de Antioquía de los sirios.

## Estadísticas
Según el Anuario Pontificio 2020 la eparquía tenía a fines de 2019 un total de 1520 fieles bautizados.
| Año                                                                             | Población            | Población | Población      | Sacerdotes | Sacerdotes    | Sacerdotes    | Bautizados por sacerdote | Diáconos permanentes | Religiosos | Religiosos | Parroquias |
| Año                                                                             | Bautizados católicos | Total     | % de católicos | Total      | Clero secular | Clero regular | Bautizados por sacerdote | Diáconos permanentes | Varones    | Mujeres    | Parroquias |
| ------------------------------------------------------------------------------- | -------------------- | --------- | -------------- | ---------- | ------------- | ------------- | ------------------------ | -------------------- | ---------- | ---------- | ---------- |
| 1969                                                                            | 3000                 | ?         | ?              | 5          | 5             |               | 600                      |                      |            | 3          | 3          |
| 1980                                                                            | 2205                 | ?         | ?              | 5          | 5             |               | 441                      | 1                    |            | 3          | 3          |
| 1990                                                                            | 2275                 | ?         | ?              | 4          | 4             |               | 568                      |                      |            | 2          | 4          |
| 1999                                                                            | 1763                 | ?         | ?              | 4          | 4             |               | 440                      |                      |            |            | 3          |
| 2000                                                                            | 1718                 | ?         | ?              | 3          | 3             |               | 572                      |                      |            |            | 3          |
| 2001                                                                            | 1709                 | ?         | ?              | 3          | 3             |               | 569                      |                      |            |            | 3          |
| 2002                                                                            | 1752                 | ?         | ?              | 3          | 3             |               | 584                      |                      | 1          |            | 3          |
| 2003                                                                            | 1739                 | ?         | ?              | 3          | 3             |               | 579                      |                      |            |            | 3          |
| 2004                                                                            | 1728                 | ?         | ?              | 3          | 3             |               | 576                      |                      |            |            | 3          |
| 2009                                                                            | 1638                 | ?         | ?              | 3          | 3             |               | 546                      |                      |            |            | 3          |
| 2013                                                                            | 1650                 | ?         | ?              | 3          | 3             |               | 550                      |                      |            |            | 3          |
| 2016                                                                            | 1560                 | ?         | ?              | 3          | 3             |               | 520                      |                      |            |            | 3          |
| 2019                                                                            | 1520                 |           |                | 4          | 4             |               | 380                      |                      |            |            | 3          |
| 2021                                                                            | 1530                 |           |                | 4          | 4             |               | 382                      |                      |            |            | 3          |
| Fuente: Catholic-Hierarchy, que a su vez toma los datos del Anuario Pontificio. |                      |           |                |            |               |               |                          |                      |            |            |            |

## Episcopologio
- Basile Pierre Habra † (3 de diciembre de 1965-16 de agosto de 1977 falleció)
- Basile Moussa Daoud † (2 de julio de 1977-1 de julio de 1994 nombrado archieparca de Homs)
- Clément-Joseph Hannouche † (24 de junio de 1995-9 de abril de 2020 falleció)
  - Sede vacante (2020-2022)[nota 1]
- Elie Joseph Warde, desde el 12 de mayo de 2022